# Arenaria
- Commons
- Wikispecies

Arenaria L. é um gênero botânico da família Caryophyllaceae.

## Sinonímia
- Eremogone Fenzl
- Gooringia F.N. Williams
- Gouffeia Robill.et Castagne ex Lam.et DC.

## Espécies
| - Arenaria balearica - Arenaria capillaris - Arenaria ciliata - Arenaria decussata - Arenaria gothica - Arenaria graminifolia - Arenaria gypsophiloides | - Arenaria juncea - Arenaria montana - Arenaria norvegicus - Arenaria paludicola - Arenaria procera - Arenaria serpyllifolia - Arenaria ursina |

- Lista completa

## Classificação do gênero
| Sistema | Classificação                    | Referência               |
| ------- | -------------------------------- | ------------------------ |
| Linné   | Classe Decandria, ordem Trigynia | Species plantarum (1753) |